# Steve Mason
Steve Mason, född 29 maj 1988 i Oakville, Ontario, är en kanadensisk professionell ishockeymålvakt som för tillfället är free agent.
Han tillhörde senast NHL-klubben Winnipeg Jets i och har tidigare spelat på NHL-nivå för Philadelphia Flyers och Columbus Blue Jackets.
Mason är den fjärde målvakten i NHL:s historia och den förste sedan Tony Esposito 1969–70 som under sitt första år i ligan lyckats hålla nollan 10 gånger eller fler. Efter sin första säsong i NHL, 2008–09, vann han Calder Memorial Trophy som bästa nykomling. Han var dessutom en av finalisterna till Vezina Trophy som årets bästa målvakt.
Den 30 juni 2018 blev han tradad till Montreal Canadiens tillsammans med Joel Armia, ett draftval i sjunde rundan 2019 och ett draftval i fjärde rundan 2020, i utbyte mot Simon Bourque. Canadiens köpte dock ut Masons kontrakt dagen efter traden.